# Abraham Lincoln Birthplace National Historical Park
L'Abraham Lincoln Birthplace National Historical Park conserva due siti separati di fattorie presenti nella Contea di LaRue, dove Abraham Lincoln è nato e vissuto all'inizio della sua prima infanzia. Vide la luce difatti nel sito di Sinking Spring posto poco più a Sud di Hodgenville e vi rimase fino a quando la famiglia Lincoln non si trasferì a Knob Creek Farm in direzione Nord-est rispetto alla stessa Hodgenville quando aveva appena 2 anni, vivendo lì fino all'età di 7 anni. Sinking Spring è la sede centrale di raccolta per i visitatori del parco.

## Sinking Spring

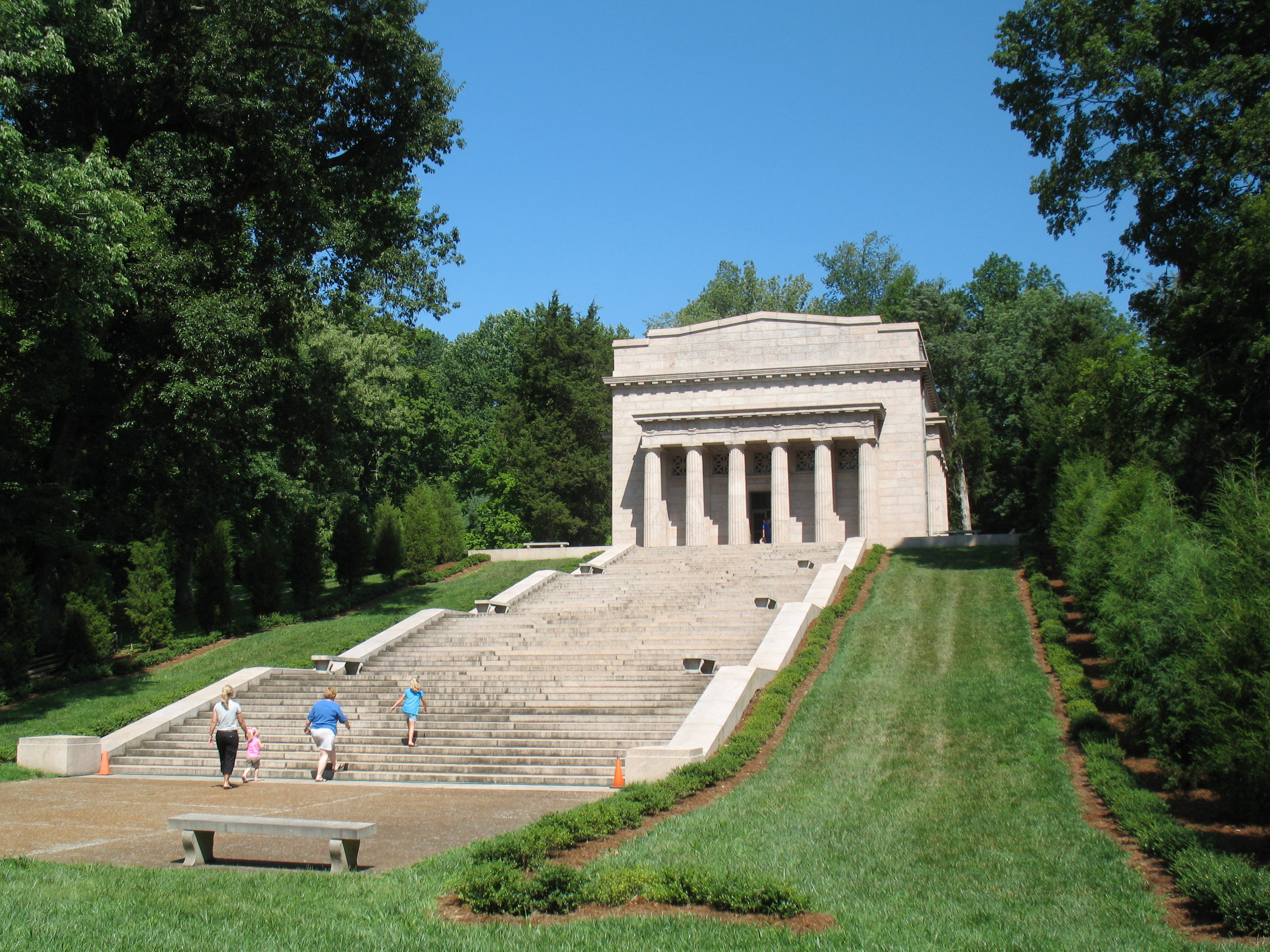
L'edificio-memoriale.

Nel tardo autunno del 1808 i genitori del futuro presidente degli Stati Uniti d'America Thomas Lincoln I e Nancy Hanks Lincoln si stabilirono a Sinking Spring Farm.
Qualche mese dopo, il 12 febbraio del 1809, Abraham nacque in una baita costituita da una sola stanza. Oggi questo sito porta l'indirizzo di "2995 Lincoln Farm Road, Hodgenville, Kentucky".
Una capanna di tronchi, simbolica di quella in cui nacque Lincoln, è conservata all'interno di un edificio commemorativo del 1911 nello steso sito.
Anche la Nancy Lincoln Inn viene detenuta in proprietà privata congiunta col parco nazionale storico di riferimento.

### Edificio commemorativo
Un edificio-memoriale di architettura neoclassica mista allo stile dell'Architettura Beaux-Arts venne progettato da John Russell Pope per celebrare il luogo di nascita del presidente. Nel 1909 la presidenza di Theodore Roosevelt fece posare la prima pietra e l'edificio fu infine dedicato nel 1911 dalla presidenza di William Howard Taft.
Quasi cento anni dopo che Thomas Lincoln si era trasferito dalla Sinking Spring Farm una capanna di legno del tutto simile a quella originale era già stata collocata all'interno del Memorial Building. Esso presenta 16 finestre, 16 rosette sul soffitto e 16 pali recintati che rappresentano Lincoln come il 16º presidente. I 56 gradini che portano all'ingresso dell'edificio simboleggiano invece la sua età al momento della morte.

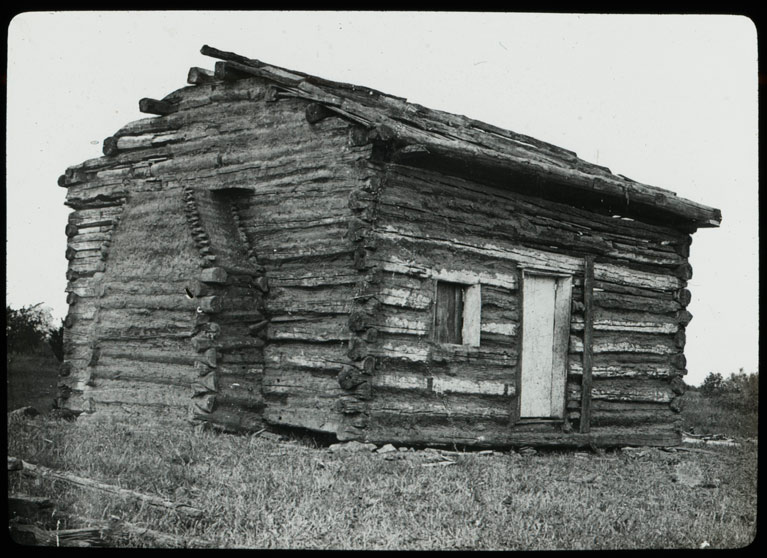
La capanna di tronchi in cui nacque Abraham Lincoln.

### Capanna di tronchi
La baita in cui Lincoln nacque venne smantellata qualche tempo prima del 1865; la tradizione locale sostenne che alcuni tronchi della capanna furono riutilizzati per la costruzione di una casa vicina. L'uomo d'affari di New York A. W. Dennett acquistò la fattoria Lincoln nel 1894 e usò i tronchi di questa casa per costruire una capanna di tronchi del tutto simile nell'aspetto a quella originale.
Ben presto anche questa venne però smantellata per essere ri-eretta ed esposta in molte città. Alla fine il suo legno, insieme ai tronchi erroneamente ritenuti appartenere al luogo di nascita di Jefferson Davis e con tutta probabilità anche ad una terza capanna, furono acquistati dalla Lincoln Farm Association, la quale credette di aver acquisito solo pezzi risalenti all'abitazione di Lincoln.
Quando i lavoratori cercarono di ricostruire ed assemblare le parti, si resero facilmente conto del problema. La LFA acquistò allora una capanna simile a quella ricostruita precedentemente da Dennett; quando quest'ultima venne ricostruita fu collocata nel Memorial Building, ma le sue dimensioni resero difficile la circolazione dei visitatori. Si pensò quindi di ridurne le dimensioni da 16 per 18 piedi a 12 per 17.
Oggi gli storici riconoscono che la prima dichiarazione riguardante i pezzi di legname, che cioè provenissero direttamente dalla capanna di nascita di Lincoln, fosse essenzialmente imprecisa. Nel suo libro intitolato It All Started With Columbus lo scrittore satirico Richard Armor dichiarò che il presidente era nato in tre Stati e anche "in due capanne differenti: l'originale e la ricostruzione".

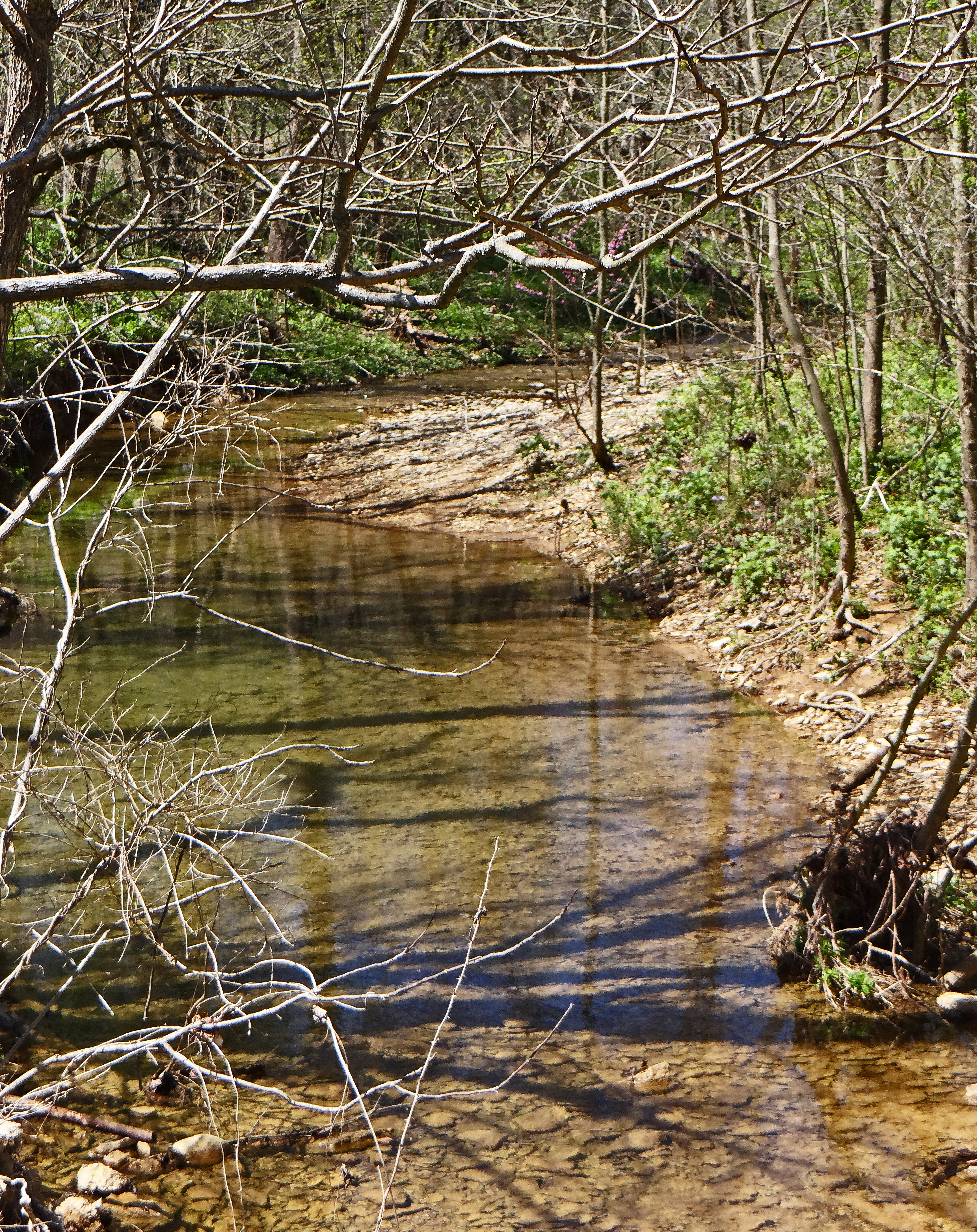
Il Knob Creek.

## Knob Creek
Lincoln abiterà a Sinking Spring fino all'età di due anni, prima di trasferirsi con la sua famiglia in un'altra fattoria situata a poche miglia di distanza in direzione Nord-est lungo il Knob Creek, vicino all'odierna U.S. Route 31E, dove visse fino all'età di sette anni
La Knob Creek Farm è stata aggiunta al parco nel 2001; presenta una capanna di legno del XIX secolo, una taverna storica e un sito turistico del XX secolo. La baita non è originale, ma potrebbe invece essere appartenuta ai vicini. È stata trasferita nella posizione approssimativa della casa dei Lincoln. Uno dei primi ricordi d'infanzia di Abraham Lincoln fu il salvataggio dall'annegamento - nei pressi del Knob Creek - da parte del figlio del vicino.
Lincoln visse qui fino all'età di sette anni, quando la sua famiglia si trasferì nell'Indiana, nel luogo ora commemorato come Lincoln Boyhood National Memorial.

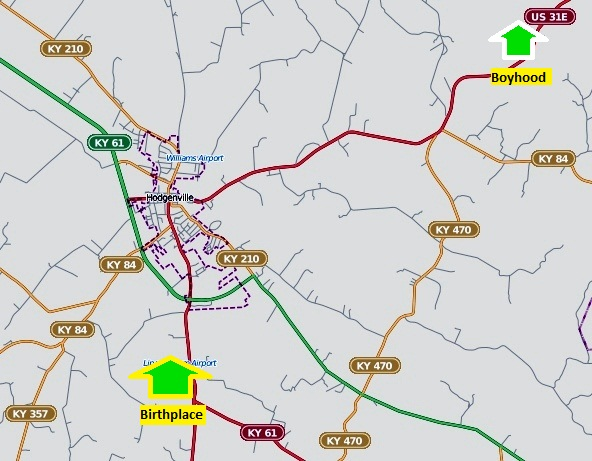
Mappa di localizzazione della casa natale di Lincoln (Sinking Spring Farm) in basso a sinistra, e casa della fanciullezza (Knob Creek Farm) in alto a destra, vicino a Hodgenville, Kentucky. Le due ubicazioni dei parchi distano quasi 16 km lungo la Route 31E.

## Storia amministrativa
Il memoriale originale fu costruito dalla Lincoln Farm Association. Nel 1916 lo donarono al governo federale degli Stati Uniti d'America, che istituì il Parco Nazionale di Abraham Lincoln il 17 luglio di quello stesso anno.
Il Dipartimento della Guerra lo amministrò fino al 10 agosto del 1933, quando fu trasferito al National Park Service. È stato designato come Abraham Lincoln National Historical Park l'11 agosto del 1939, per poi essere ribattezzato Abraham Lincoln Birthplace National Historic Site l'8 settembre del 1959.
Come tutti i siti storici amministrati dal National Park Service il sito è stato elencato sul National Register of Historic Places, in vigore dal 15 ottobre del 1966. La definizione del sito storico è stata successivamente ampliata fino ad includervi anche il sito di Knob Creek a partire dal 6 novembre del 1998. Il 30 marzo del 2009 i due sono stati nuovamente designati come Parco nazionale storico.

### Servizi
Il sito di Sinking Spring, che contiene il memoriale del 1911, ospita un "visitors center museum", un teatro e una libreria. Il sito di Knob Creek ha personale interpretativo durante alcuni giorni nei mesi estivi. Entrambi posseggono delle aree in cui poter fare escursioni e picnic.
Nel 2016 ha avuto 252.495 visitatori

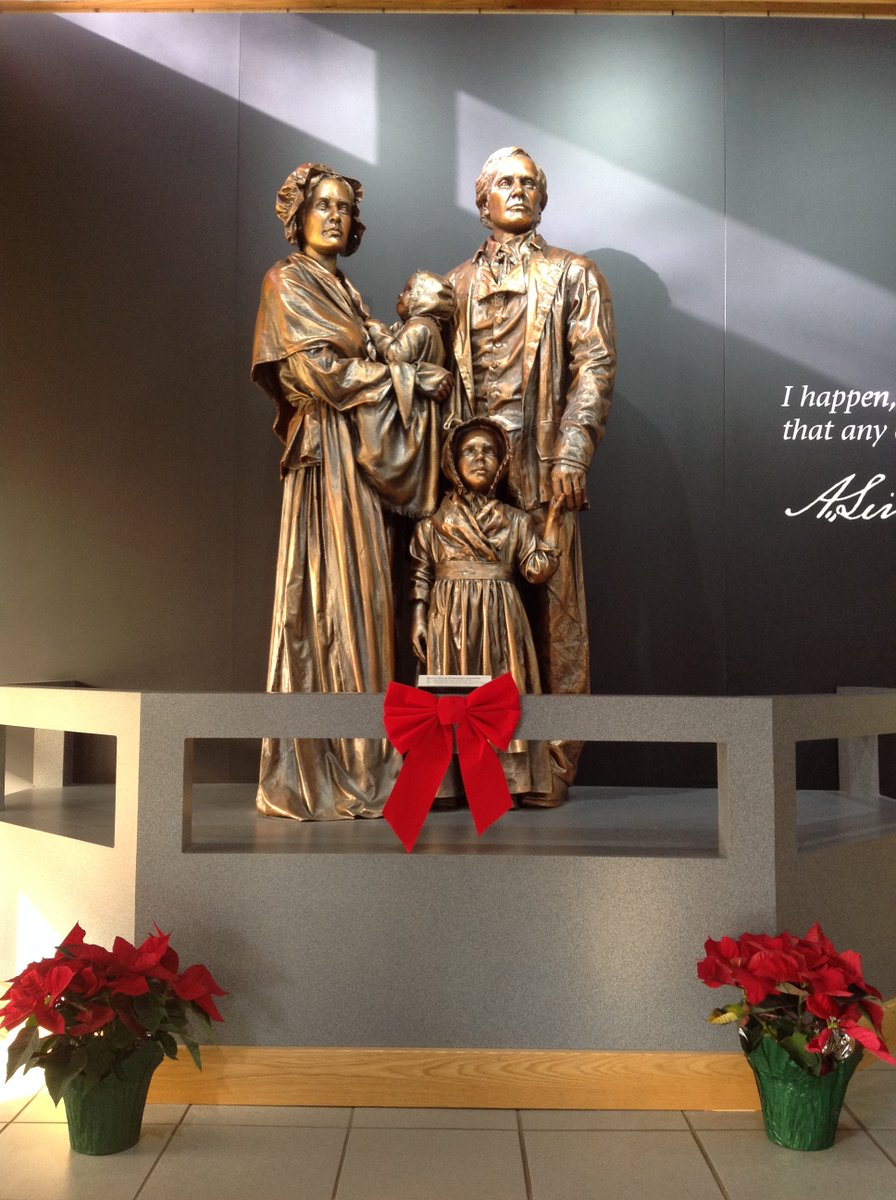
Statua della famiglia Lincoln all'interno del "Visitor Center ".

## Bibliografia

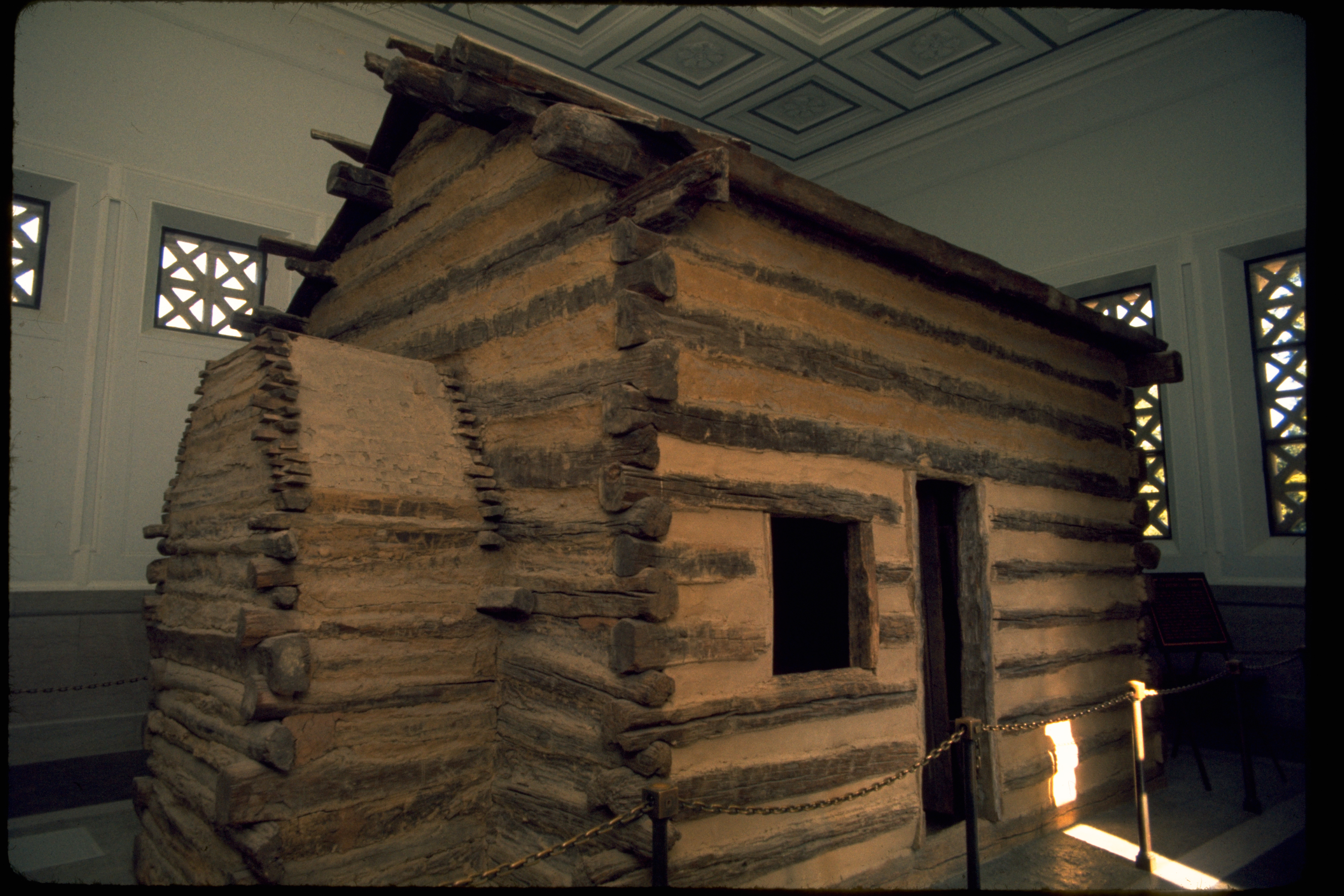
Ricostruzione della capanna natale.